# 草津出入口
草津出入口（くさつでいりぐち）は、広島県広島市西区にある草津沼田道路の出入口である。草津沼田道路の起点となっている。

## 道路
- 草津沼田道路

## 料金所
- 草津出入口には開通当初から料金所は存在しない。

## 接続する道路
- 広島市道西部流通環状線
- （少し行って）広島市道観音井口線/広島南道路

## 周辺
- エクセル（X-SELL）本店
- アルパーク

## 隣
草津沼田道路
草津出入口 - 古田台出入口 - 沼田出入口